# The Girl with the Champagne Eyes
Pour plus de détails, voir Fiche technique et Distribution.
The Girl with the Champagne Eyes est un film américain muet réalisé par Chester M. Franklin, sorti en 1918.

## Synopsis
Nellie Proctor vole un portefeuille lors de la traversée d'un bateau à destination de San Francisco. Pensant avoir été repérée, elle jette le portefeuille sous la chaise la plus proche, sur laquelle est assis un certain James Blair. Ce dernier se retrouve accusé du vol, et dès l'arrivée du bateau à destination, il est mis en prison.

## Fiche technique
- Titre : The Girl with the Champagne Eyes
- Réalisation : Chester M. Franklin
- Scénario : Bernard McConville
- Société de production : Fox Film Corporation
- Pays d'origine :  États-Unis
- Son : Film muet
- Genre : Film dramatique
- Format : 1.33 : 1
- Dates de sortie : 
  -  États-Unis : 3 mars 1918

## Distribution
- Jewel Carmen : Nellie Proctor
- L.C. Shumway : James Blair
- Charles Edler : Milligan
- G. Raymond Nye : Warren McKenzie
- Alfred Padget : Matt
- Charles Gorman : Baptiste
- Eleanor Washington : Mrs. Thompson
- Francis Carpenter : Enfant de mineur
- Gertrude Messinger : Enfant de mineur
- Carmen De Rue : Enfant de mineur
- Lloyd Perl : Enfant de mineur